# Sydney Gazette

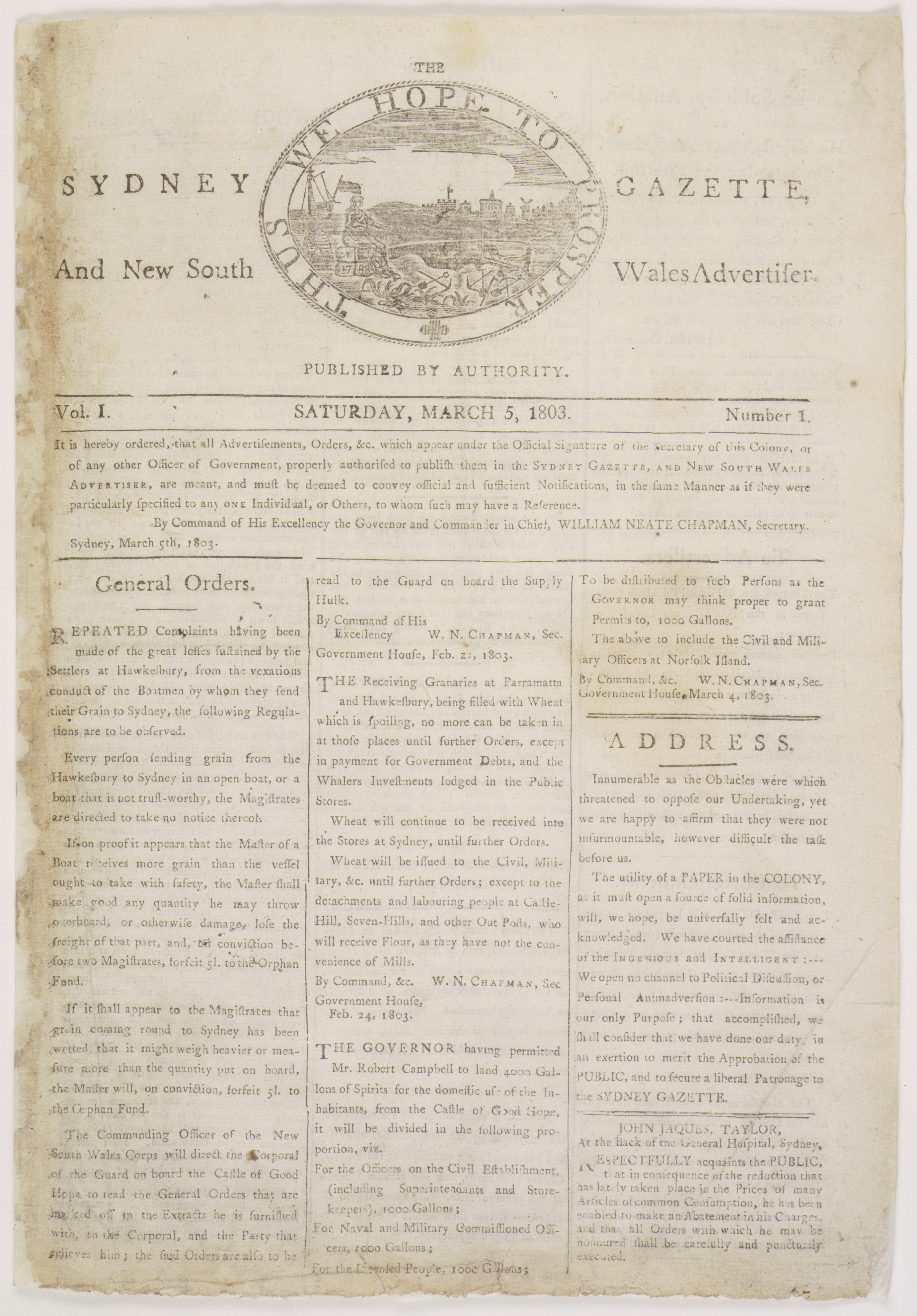
Le premier exemplaire de la Sydney Gazette and New South Wales Advertiser, 5 mars 1803.

La Gazette de Sydney (The Sydney Gazette) a été le premier journal publié en Australie. Le gouverneur King a autorisé la publication de ce qui était initialement appelé The Sydney Gazette and New South Wales Advertiser en 1803. La première édition a été publiée le 5 mars. Le journal était publié de façon hebdomadaire et contenait la plupart du temps les textes officiels du gouvernement sur l'importation d'alcool et les ordonnances générales régissant les cargaisons des bateaux. Le journal fortement censuré portait l'imprimatur de l'Autorité. En 1825, le journal devient bi-hebdomadaire, et, en 1831, la Gazette de Sydney est disponible trois fois par semaine.
La Gazette prend d'abord la forme d'une seule feuille pliée donnant un journal à quatre pages de format ministre, chaque page étant présentée en trois colonnes. Il a été imprimé sur une presse d'imprimerie en bois de installé à bord d'un des navires de la First Fleet. Le discours d'introduction, par Howe, était publié sur la première page dans la troisième colonne. On pouvait y lire :

« AVIS
Innombrables ont été les obstacles qui menaçaient de s'opposer à notre entreprise, mais nous sommes heureux d'affirmer qu'ils n'ont pas été insurmontables, même si la tâche qui nous attend est difficile.
Le but d'un journal dans la colonie est, selon nous, d'être une source d'information solide, et il sera, d'être, nous l'espérons, universellement estimé et reconnu. nous avons cherché l'aide de l'ingéniosité et de l'intelligence : --- Nous n'ouvrons pas un journal de discussion politique ou d'animosité personnelle : --- L'information est notre seul objectif, c'est fait, nous considérons que nous avons fait notre devoir, dans le but de mériter l'approbation du public et d'assurer un patronage libéral à la Gazette de Sydney. »

Il y avait 300 abonnés à six pence l'exemplaire dans les premières années de publication.
Le premier éditeur, rédacteur, typographe et imprimeur était George Howe, qui avait été envoyé à Sydney pour vol à l'étalage en 1800. Après la mort de Howe en 1821, la Gazette a été publiée par son fils Robert, jusqu'à ce qu'il se noie dans un accident de bateau dans le port de Sydney en 1829. La Publication a été transmise à son apprenti Horatio Wills.
Le journal a cessé de paraître le 20 octobre 1842.

## Source
- (en) Cet article est partiellement ou en totalité issu de l’article de Wikipédia en anglais intitulé « Sydney Gazette » (voir la liste des auteurs).